# Islandia en los Juegos Paralímpicos de Seúl 1988
Islandia estuvo representada en los Juegos Paralímpicos de Seúl 1988 por catorce deportistas, nueve hombres y cinco mujeres.

## Medallistas
El equipo paralímpico islandés obtuvo las siguientes medallas:
| Nombre             | Deporte   | Evento                      |
| ------------------ | --------- | --------------------------- |
| Oro                |           |                             |
| Haukur Gunnarsson  | Atletismo | 100 m C7 masculino          |
| Lilja Snorradottir | Natación  | 200 m estilos A2 femenino   |
| Plata              |           |                             |
| Jonas Oskarson     | Natación  | 100 m espalda A2 masculino  |
| Geir Sverrisson    | Natación  | 100 m braza A8 masculino    |
| Bronce             |           |                             |
| Haukur Gunnarsson  | Atletismo | 200 m C7 masculino          |
| Haukur Gunnarsson  | Atletismo | 400 m C7 masculino          |
| Lilja Snorradottir | Natación  | 100 m espalda A2 femenino   |
| Lilja Snorradottir | Natación  | 100 m libre A2 femenino     |
| Soley Axelsdottir  | Natación  | 100 m libre 4 femenino      |
| Olafur Eiriksson   | Natación  | 100 m mariposa L5 masculino |
| Olafur Eiriksson   | Natación  | 400 m libre L5 masculino    |